# František Eliáš
František Eliáš (1847 Kladky – 14. prosince 1903 Těšín) byl rakouský právník a politik z Moravy; poslanec Moravského zemského sněmu.

## Biografie
Narodil se v Kladkách na Moravě. Vystudoval práva a působil v soudnictví. Nejprve byl auskultantem v Opavě, potom soudním adjunktem v Těšíně a Opavě. Následně působil jako okresní soudce v Uherském Brodě. Podílel se na přechodu samosprávy v Uherském Brodě do českých rukou. Později byl titulárním vrchním zemským soudním radou. V závěru života působil v Těšíně. Při obsazení postu viceprezidenta krajského soudu v Těšíně byl opomenut, podle českého tisku z politických důvodů. Eliáš měl pak upadnout do nemoci, které nakonec podlehl. Již během působení v Opavě byl veřejně činný v českých spolcích, zejména v čtenářském spolku. Jeho manželka rozená Kremsrová pocházela z Kateřinek a sňatkem s ní získal rodinnou usedlost.
Koncem 19. století se zapojil i do vysoké politiky. V zemských volbách v roce 1890 byl zvolen na Moravský zemský sněm, kde zastupoval kurii městskou, obvod Uherský Brod, Vizovice, Valašské Klobouky. Ve volbách roku 1890 je uváděn jako kandidát ústředního výboru Moravské národní strany.
Zemřel v prosinci 1903 ve věku 56 let. Příčinou úmrtí bylo kornatění cév.